# Marienkirche (Höxter)

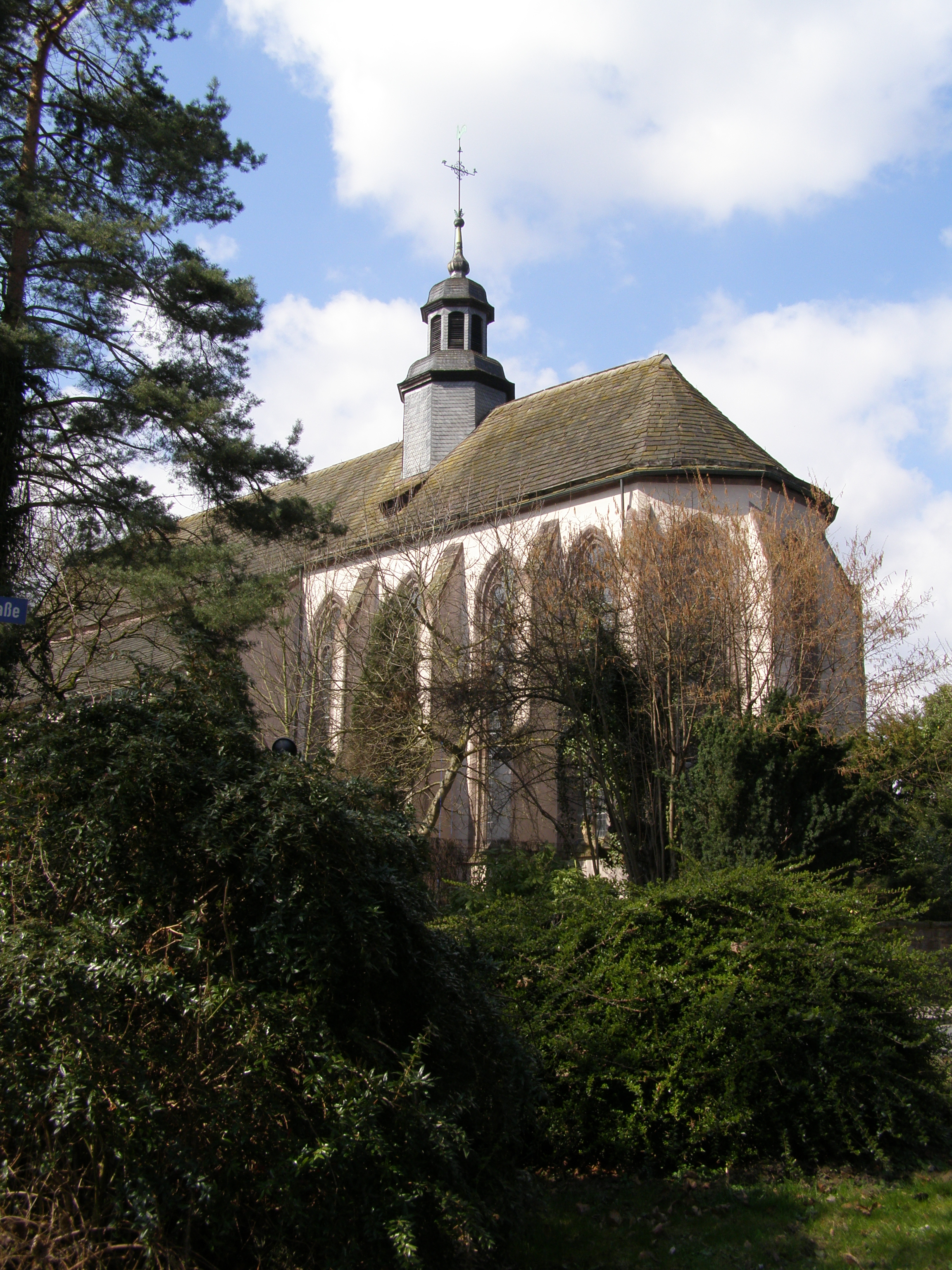
Außenansicht von Südosten mit barockem Dachreiter

Die Marienkirche, auch Minoritenkirche und Brüderkirche genannt, ist eine ehemalige Klosterkirche der Minoritenordens und heute eine evangelische Kirche in der ostwestfälischen Stadt Höxter. Die unter Denkmalschutz stehende Kirche wurde im Jahr 1283 geweiht und bildet heute gemeinsam mit dem zugehörigen ehemaligen Minoritenkloster einen Standort der „Klosterregion im Kulturland Kreis Höxter“.

## Geschichte

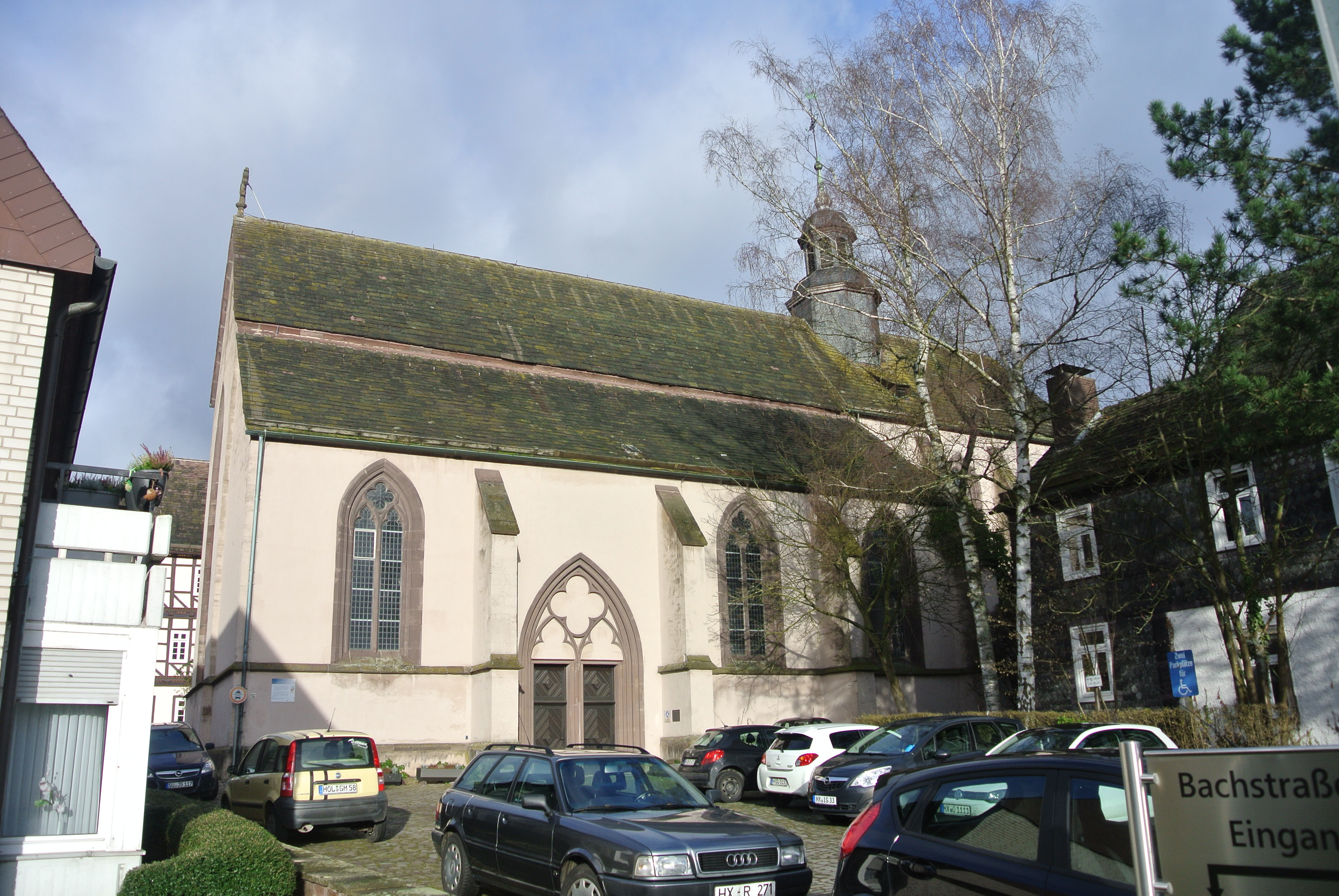
Südansicht der Marienkirche

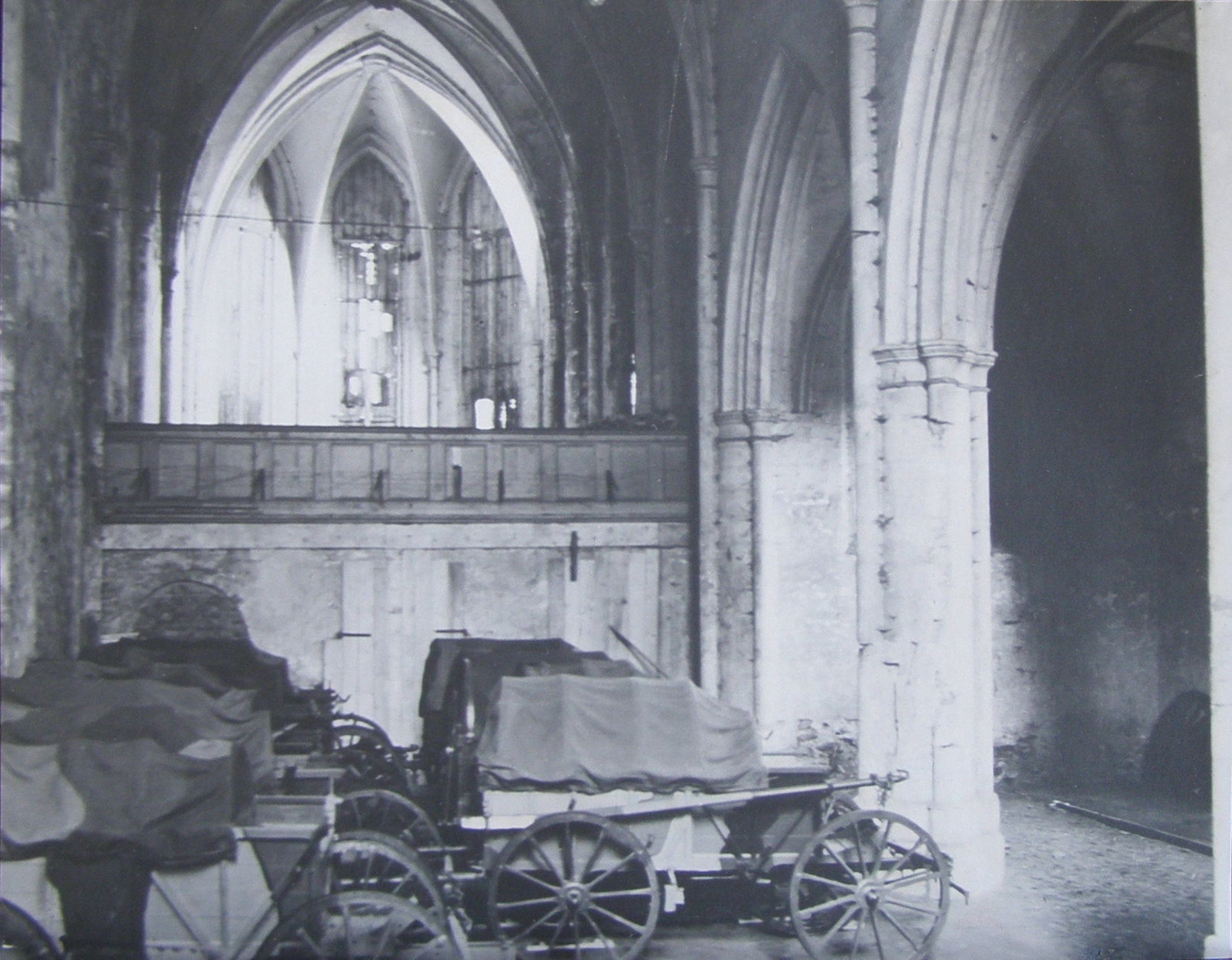
Die Marienkirche im 19. Jahrhundert

Die Berufung von Franziskanermönchen nach Höxter 1248 geht auf den Corveyer Abt Hermann I. von Holte zurück, der ihnen im Südostwinkel der neu angelegten Stadtmauer einen Konvent errichtete. Erster Guardian des Klosters wurde Florimann von Dassel, ein Bruder des Abtes, der den Ordensnamen Franciscus annahm. Die Grundsteinlegung des Kirchenbaus erfolgte 1250, der Kirchweihtag – wohl einer ersten provisorischen Kapelle der Ordensniederlassung – wurde 1261 durch Bischof Simon I. von Paderborn neu bestimmt. Welchen Einfluss der Höxteraner Stadtbrand 1271 auf das Baugeschehen hatte, ist nicht belegt. 1281 gewährte der Münsteraner Bischof Everhard von Diest – selbst ein besonderer Förderer des Minoritenordens und Gründer der Münsteraner Niederlassung – allen, die zum Bau der Kirche beitrugen, einen Ablass. Bereits 1283 erfolgte die erste Einweihung der Kirche, wohl des liturgisch wichtigen Mönchschores. Die Abschlussweihe fand 1320 statt, nachdem 1300 zur Vergrößerung der Kirche (ad fabricam suae ecclesiae prolongandam) – gemeint ist wohl der weitere Baufortgang nach Westen – der nötige Baugrund erworben worden war. Die geistliche Blüte des Höxteraner Konvents im ersten Jahrhundert ihres Bestehens bezeugt die Nachricht des Bartholomäus von Pisa aus dem späten 14. Jahrhundert, die den in Höxter bestatteten und als heilig verehrten Minoritenbruder Hugo erwähnt.
Mit dem Einsetzen der Reformation in Höxter erlaubte ein 1536 erzielter Kompromiss katholische Messfeiern nur noch in der Kirche der Minoriten und in der Kapelle des Heiligengeisthospitals. Aufgrund der angespannten Lage übertrugen die Minoriten ihr Kloster jedoch 1555 dem Corveyer Abt Reinhard von Bocholtz, der es 1573 unter Eigentumsvorbehalt der Stadt übergab, aber letzterer ein Vorkaufsrecht einräumte. Trotz dieser Absprache erfolgte unmittelbar darauf der Abbruch der Konventsgebäude. Erster evangelischer Pfarrer an der Marienkirche bis 1590 wurde Johann Eckrott.
Seit 1628 hielten sich die Minoriten wieder in Höxter auf und begannen mit dem Wiederaufbau des Klosters, bevor sie aufgrund der Ereignisse des Dreißigjährigen Kriegs 1633 zunächst wieder verdrängt wurden. 1638 wurde der Corveyer Fürstabt Johann Christoph von Brambach vor dem Hochaltar der Kirche beigesetzt. 1651 mussten die Minoriten erneut ihren Konvent verlassen und zogen zuerst nach Corvey, dann nach Wehrden, Jakobsberg und Herstelle, wo sie der Paderborner Fürstbischof Dietrich Adolf von der Recke 1657 mit der Pfarrei betraute und sie in der Folgezeit eine Klosterniederlassung gründeten. Erst 1662 wurde den Konventualen durch den Administrator des Corveyer Landes, Fürstbischof Christoph Bernhard von Galen, die Rückkehr in ihr altes, zurückgekauftes Kloster ermöglicht, aber erst 1674 verzichtete die Stadt nach dem Ende des Höxterschen Kriegs auf die Nutzung der Marienkirche für den evangelische Gottesdienst. Im Anschluss daran begannen 1695 Wiederherstellungsarbeiten und die Barockisierung der Ausstattung, deren Ende die Inschrift des 1752 von Benedikt XIV. verliehenen Altarprivilegs darstellt. 1772 schließlich fand eine Erneuerung des Dachreiters statt, wie ihn die Ordensregeln anstelle eines Glockenturms forderten.
1804 wurde das Minoritenkloster säkularisiert und die verbleibenden Mönche an das Franziskanerkloster Salmünster bei Fulda übersiedelt. Das Inventar der Kirche wurde veräußert, wobei Hochaltar, Kanzel und Kommunionbank an die neue katholische Pfarrkirche von Amelunxen gingen, die der letzte Corveyer Fürstbischof Ferdinand von Lüninck 1818 stiftete. 1812 wurden die Baulichkeiten des Minoritenklosters auf Abbruch versteigert. Die Kirche selbst wurde von einem Konsortium evangelischer Bürger erworben, um sie als Ersatz für die kurz zuvor, 1810, abgebrochene Petrikirche der Evangelischen Kirchengemeinde Höxter zur Verfügung zu stellen, die die bis dahin als Lagerhalle genutzte Kirche aber erst 1850 erwarb. Während der Pfarrer von St. Kiliani, Konrad Beckhaus, darauf drängte, die Marienkirche wieder als zweite evangelische Kirche in Höxter einzurichten, brachte 1869 der Dechant von St. Nikolai, H. Kampschulte, eine Nutzung als simultane Garnisonskirche in Vorschlag, um auf diese Weise auf die Finanzierung durch den preußischen Staat zurückgreifen zu können. Während der Restaurierung der Kilianikirche in den Jahren 1880 bis 1882 diente sie als Ausweichkirche, um jedoch nachfolgend weiterhin als Lagerhalle verpachtet zu werden.
Nachdem auch der hannoversche Konsistorialbaurat Conrad Wilhelm Hase durch die Veröffentlichung der Zeichnungen des Kirchenbaus auf dessen architektonische Bedeutung aufmerksam gemacht hatte, wurden 1899 auf Veranlassung des westfälischen Provinzialkonservators Albert Ludorff – dem Verfasser des Kunstdenkmälerinventars der Stadt Höxter – Mittel zur Wiederherstellung bereitgestellt und 1903 Pläne für den Ausbau der Kirche erarbeitet, die auch für Militärgottesdienste dienen sollte. Die angestrebte Finanzierung scheiterte am Ersten Weltkrieg, wie auch der erneute Plan einer Garnisonssimultankirche 1939 am Zweiten Weltkrieg. Erst 1950 bis 1952 erfolgte eine bauliche Wiederherstellung durch Oberbaurat Friedrich Sagebiel.

## Architektur

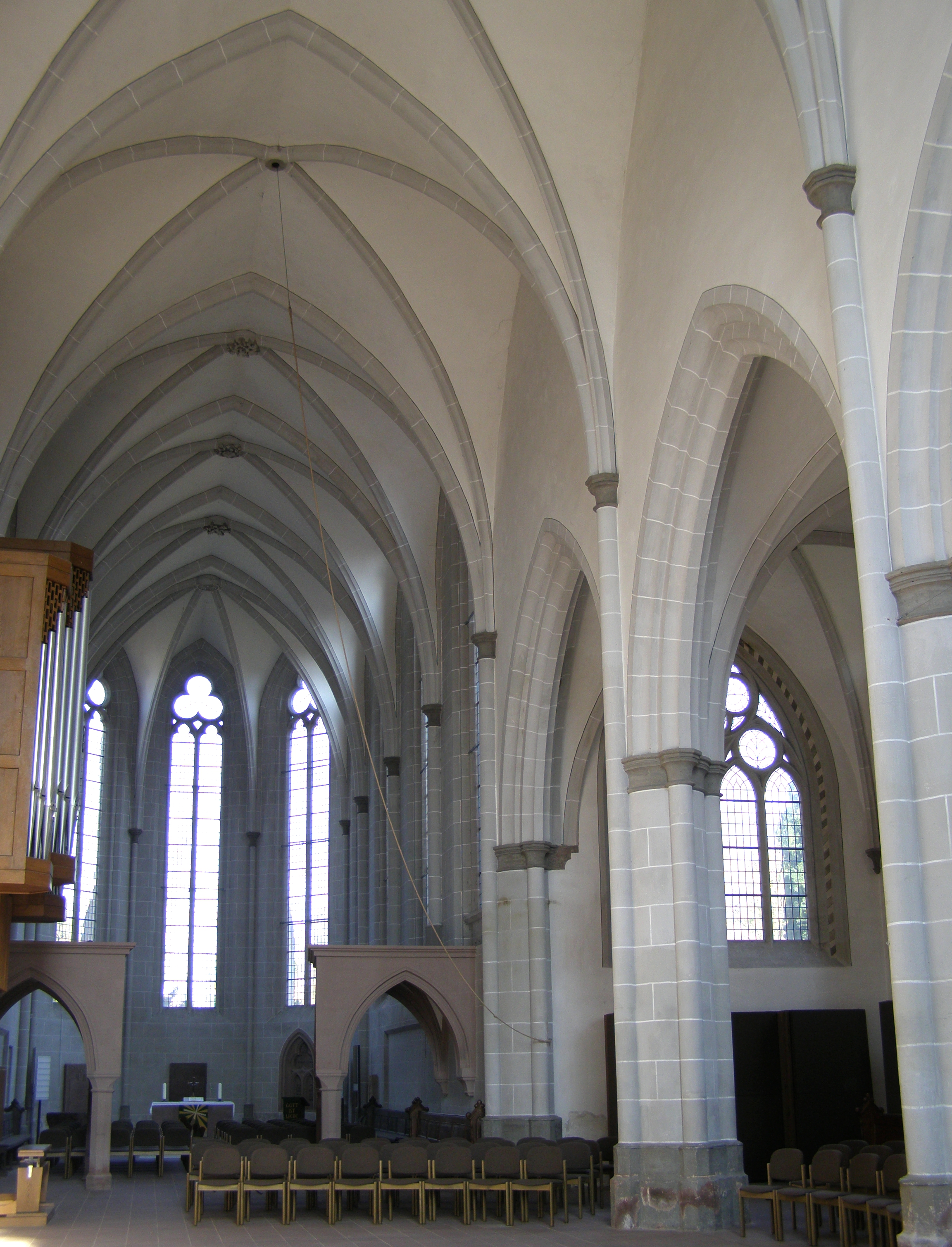
Die heutige Innenansicht der Marienkirche

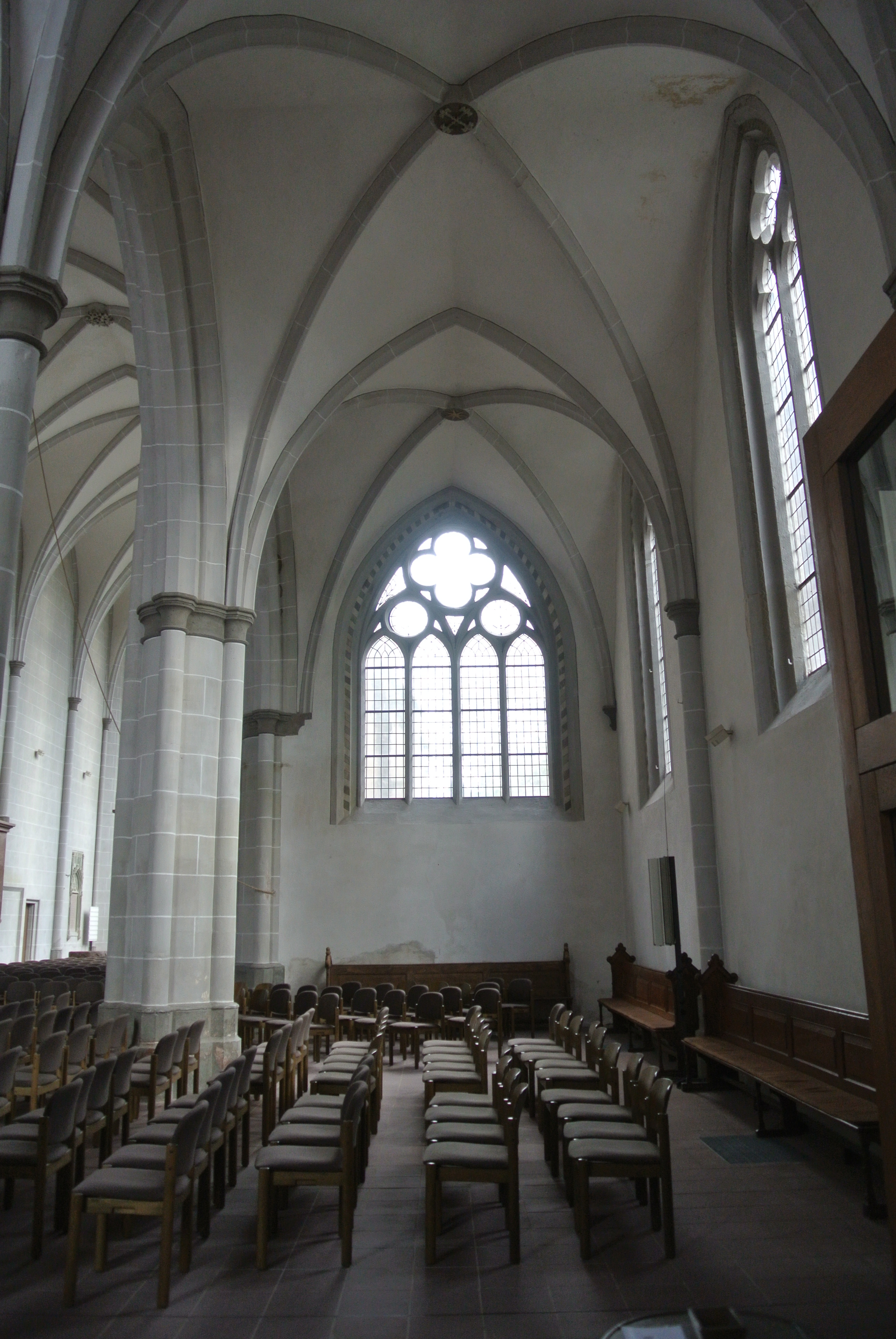
Südliches Seitenschiff

Trotz ihres wechselhaften Schicksals hat sich die Marienkirche in ihrem baulichen Bestand unverändert als gotischer Kirchenbau erhalten. Der Bau setzt sich aus dem dreijochigen, in fünf Seiten des Achtecks geschlossenen Saalchor und einem vierjochigen Langhaus zusammen, dessen Mittelschiff einseitig auf der Südseite ein vierjochiges Seitenschiff angefügt ist.  Da dessen relative Höhe eine Durchfensterung des Obergadens verhinderte und sich zudem auf der Nordseite die mittelalterlichen Konventsbauten anschlossen, erhielt das Kirchenschiff sein Licht nur indirekt durch die Befensterung des Nebenschiffs sowie das Westfenster. Im Gegensatz dazu steht die besondere Lichtwirkung des durch sieben Fenster erleuchteten Chores. Die von der Ordensregel geforderte Schlichtheit des Innenraums äußert sich in den ungegliederten Wandpflächen, denen einfache Runddienste für die Kreuzrippengewölbe vorgelegt sind. Die Arkaden zum Seitenschiff werden von Kantonierten Pfeilern mit ornamentlosen Kelchkapitellen getragen. Die einzigen architektonischen Schmuckformen des Raums stellen die mit pflanzlichem Dekor ausgestatteten Schlusssteine des Gewölbes dar.
Die Architektur der Marienkirche zeichnet sich durch ihre klare hochgotische Formensprache aus. Die Maßwerkfenster sind durchweg zweibahnig angelegt, wobei das jeweils vierbahnige Ostfenster des Südschiffs und das Westfenster eine Kombination zweier Fenster darstellen. Die verwendeten Maßwerkformen gehören als einer nicht von einem Kreis eingefassten Drei- bzw. Vierpassform der Frühzeit der Entwicklung an, wie sie die erste Bauphase des 1248 begonnenen Kölner Domchores vertritt. Lediglich das als letztes entstandene Westfenster des Schiffs weist bereits die modernere, in das 14. Jahrhundert weisende Dreiblattform auf. Auf der Südseite der Kirche zeigt das doppeltorige Eingangsportal der Erbauungszeit ein sorgfältig gearbeitetes Maßwerktympanum.
Unmittelbares Vorbild für die Höxteraner Marienkirche ist die 1245 begonnene Kölner Minoritenkirche, deren basilikale Raumform hier zu einer asymmetrischen Pseudobasilika vereinfacht wurde. Eine vermittelnde Stellung nahm dabei die 1270 begonnene Minoritenkirche in Münster ein, die als ursprünglich asymmetrisch zweischiffige Hallenkirche angelegt ist und in den Einzelformen die engsten Übereinstimmungen mit der Höxteraner Kirche aufweist.

## Ausstattung
Bedeutendste erhaltene Ausstattungsstücke der Marienkirche sind die beiden über einfachen Rundsäulen errichteten gotischen Altarbaldachine im Westjoch des Mönchschors. Die zusammen mit der Kirchweihe von 1320 genannte Weihe von zwei Altären dürfte sich entsprechend auf diese beiden Altarstellungen beziehen. Ihre Kreuzrippengewölbe zeigen ein Birnstabprofil, ihre Schlusssteine heraldische Lilien und eine reich ausgebildete Blattmaske. Gotische Altarbaldachine dieser Art haben sich nur wenige, so in der Propsteikirche St. Walburga in Werl, dem Regensburger Dom oder dem Wiener Stephansdom erhalten. Bis zu ihrer Wiederherstellung in der ursprünglichen Form verband eine hölzerne Empore der Barockzeit die beiden Plattformen, deren Nutzung als Kanzellettner und als Standort der Orgel belegt ist. Zu dieser Umbauphase gehörte auch eine nachträglich aufgebaute, von drei rundbogigen Öffnungen durchbrochene Westmauer, deren Mittelteil das verschließbare Chorportal bildete. Erst durch diesen nachträglichen Umbau wurden die beiden Altarbaldachine zum Lettner, der den Mönchchor vom Gemeinderaum trennt. Bei der Wiederherstellung der Kirche ab 1950 wurde auch die ursprüngliche Form der isolierten Stellung der beiden Baldachine wiedergewonnen.
Aus der ersten Bauzeit der Kirche hat sich im südöstlichen Chorjoch eine zweiteilige gotische Piscina in Form einer zweibahnigen Maßwerknische erhalten, des Weiteren auf der Nordseite des Chores eine spätgotische Sakramentsnische, deren Öffnung durch die Inschriftplatte mit dem Text der Altarprivilegierung von Papst Benedikt XIV. geschlossen wurde. Im Chor befindet sich außerdem die reiche barocke Grabplatte des 1776 verstorbenen Bürgermeisters Johann Joachim Mertens.

### Orgel
Bei der Übergabe an die evangelische Gemeinde 1573 besaß die Marienkirche bereits eine Orgel auf dem Lettner, 1590 wurde um 100 Taler eine neue Orgel erbaut. 1811 wurde bei Auflösung der Kirche eine vorhandene barocke Orgel zum geschätzten Materialwert auf Abbruch verkauft. Die im ausgehenden 17. Jahrhundert von dem Einbecker Orgelbauer Andreas Schweimb erbaute Orgel fand offensichtlich anschließend, reduziert auf neun Register und ohne ihr Rückpositiv, in der Kirche St. Urban in Brevörde Aufstellung. Ihre ursprüngliche Disposition lautete:
| Hauptwerk C, D, E, F, G–c3 |     |
| Praestant                  | 8′  |
| Bordun                     | 16′ |
| Viola di Gamba             | 8′  |
| Gedackt                    | 8'  |
| Oktav                      | 4′  |
| Rohrflöte                  | 8'  |
| Quinte                     | 3′  |
| Mixtur IV –VI              | 1'  |
| Trompete                   | 8'  |

| Rückpositiv C, D, E, F, G–c3 |        |
| Gedackt                      | 8′     |
| Gedacktflöte                 | 4′     |
| Quinte                       | 3'     |
| Oktave                       | 2′     |
| Terz                         | 1 3⁄5′ |
| Sesquialtera II              |        |
| Krummhorn                    | 8'     |

Die heutige Orgel war im Jahre 1950 von Rudolf von Beckerath Orgelbau (Hamburg) für die Adventskirche in Hamburg-Schnelsen erbaut worden und hatte seit 1961 in der Marienkirche auf einer Empore unterhalb des Westfensters gestanden. In den 1980er Jahren wurde sie von Siegfried Sauer (Ottbergen) repariert, ergänzt und mit einem neuen, hoch aufstrebenden Gehäuse versehen.